# 大明镇 (渭南市)
大明镇，是中华人民共和国陕西省渭南市华州区下辖的一个乡镇级行政单位。

## 行政区划
大明镇下辖以下地区：
大明村、吕塬村、里峪村、高楼村、桥峪村、渔池村、赵家村、水渠村、三义村、杜湾村、孙堡村、白泉村、方寨村、沟南村、唐安村、算王村、马场村、李岩村、寺王村、杜源村、兴国村、北耐村、毛沟村、下李村、薛马村、雷西村、马峪村、崔马村、韩凹村和汤坊村。